# Județul Râbnița
Județul Râbnița a fost unul dintre cele 13 județe care au făcut parte din Guvernământul Transnistriei, regiune aflată sub administrație românească între anii 1941 și 1944.

## Componență
Reședința județului Râbnița se găsea la Rîbnița.
Județul Râbnița era alcătuit din orașul Râbnița și raioanele Bârzula, Camenca, Codâma, Piesceanca și Râbnița.